# Косенюк, Виталий Александрович
Виталий Александрович Косенюк (бел. Віталій Аляксандравіч Касянюк; 17 мая 1923, Брест-над-Бугом, Полесское воеводство — 18 декабря 1994) — советский футболист (нападющий) хоккеист, (защитник), футбольный тренер.

## Биография
Окончил семилетнюю школу в польском Бресте одновременно со старшим братом, на два года раньше сверстников. Поступил в «паньствову гимназию», играл на флейте в оркестре. В сентябре 1939 года Брест как центр новообразованной Брестской области Белорусской ССР был включён в состав СССР. Во время Великой Отечественной войны Косенюк был вынужден работь и на немцев-оккупантов, и на партизан. В лета 1944 года был мобилизован в роту автоматчиков РККА. После войны служил в Германии и Крыму. Играл в футбол за команду Таврического военного округа, зимой служил в музыкальном взводе. Вернувшись в Брест, выступал в первенстве города.
В группе II / классе «Б» первенства СССР по футболу играл за минские «Спартак» и «Динамо» (1951). В хоккее с шайбой выступал за минские «Торпедо» (1947/48), «Спартак» (1948/49 — 1951/52), «Искру» (Кубок СССР 1952), «Буревестник» (1955/56), за Белорусскую ССР (1958/59).
По итогам сезона-1951 футбольное «Динамо» вышло в класс «А», но Косенюк в межсезонье застудил нерв, заработал радикулит и в возрасте 29 лет завершил футбольную карьеру.
Помимо польского и русского языков, знал немецкий, выучил чешский и болгарский. В 1961 году вышла методическая книга Косенюка «Обучение игре в футбол», написанная на венгерском материале.
Первый старший тренер ФК «Спартак» Брест (1960—1963). Тренер в ФК «Динамо» Минск (1965—1968, июнь 1969—1971).
Работал тренером в ДЮСШ «Смена» (Минск), преподавателем в Белорусском ГИФКе.
Награждён орденом Отечественной войны II степени (1985).
Перенёс обширный инфаркт. Скончался в декабре 1994 года.